# 1932-es amerikai elnökválasztás
Az Amerikai Egyesült Államok alkotmányának előírása szerint 1932. november 8-án, kedden az országban elnökválasztást tartottak. A választások a nagy gazdasági világválság idején zajlottak le. A hivatalban lévő republikánus elnököt, Herbert Hoovert legyőzte a demokrata Franklin D. Roosevelt, New York kormányzója, az 1920-as elnökválasztás alelnökjelöltje. A választás a republikánusok által uralt negyedik pártrendszer tényleges végét jelentette.
A nagy gazdasági világválság következtében fellépő rossz gazdasági körülmények ellenére Hoover alig szembesült kevés ellenzékkel a Republikánus Nemzeti Konvención. Rooseveltet széles körben a Demokrata Nemzeti Konvenció elején az élén állónak tartották, de csak a konvenció negyedik szavazása után tudta megszerezni a jelölést. Alelnökjelöltjeként egy déli demokratát, a texasi John N. Garner házelnököt választották. Roosevelt a Hoover-adminisztráció kudarcai ellen kampányolt és egy „New Deal” elnevezésű új irányvonalat ígért az amerikai népnek.
A választást végül Roosevelt nyerte meg, néhány észak-keletin kívül minden államot magával vitt és a lakosságtól 17,7 %-kal több szavazatot gyűjtött. Az 1928-as elnökválasztáson Hoover a szavazatok 58%-át, míg 1932-ben csak 37,7 %-át szerezte meg, jóval kevesebbet. A Szocialista Párt jelöltjére, Norman Thomasra csak az ország 2,2%-a szavazott. Az ezt követő 1934-es választásokon és az 1936-os elnökválasztáson megerősítették az Ötödik Pártrendszer kezdetét, amelyet a demokraták és a Roosevelt New Deal koalíciója uralt.

## Jelölések

### Demokrata Párt
| A Demokrata Párt jelöltjei, 1932 |                                                |
| Franklin D. Roosevelt            | John N. Garner                                 |
| elnökjelölt                      | alelnökjelölt                                  |
|                                  |                                                |
| New York kormányzója (1929–1933) | A Kongresszus képviselőházi elnöke (1931–1933) |

Demokrata jelöltek az elnökjelöltségért:

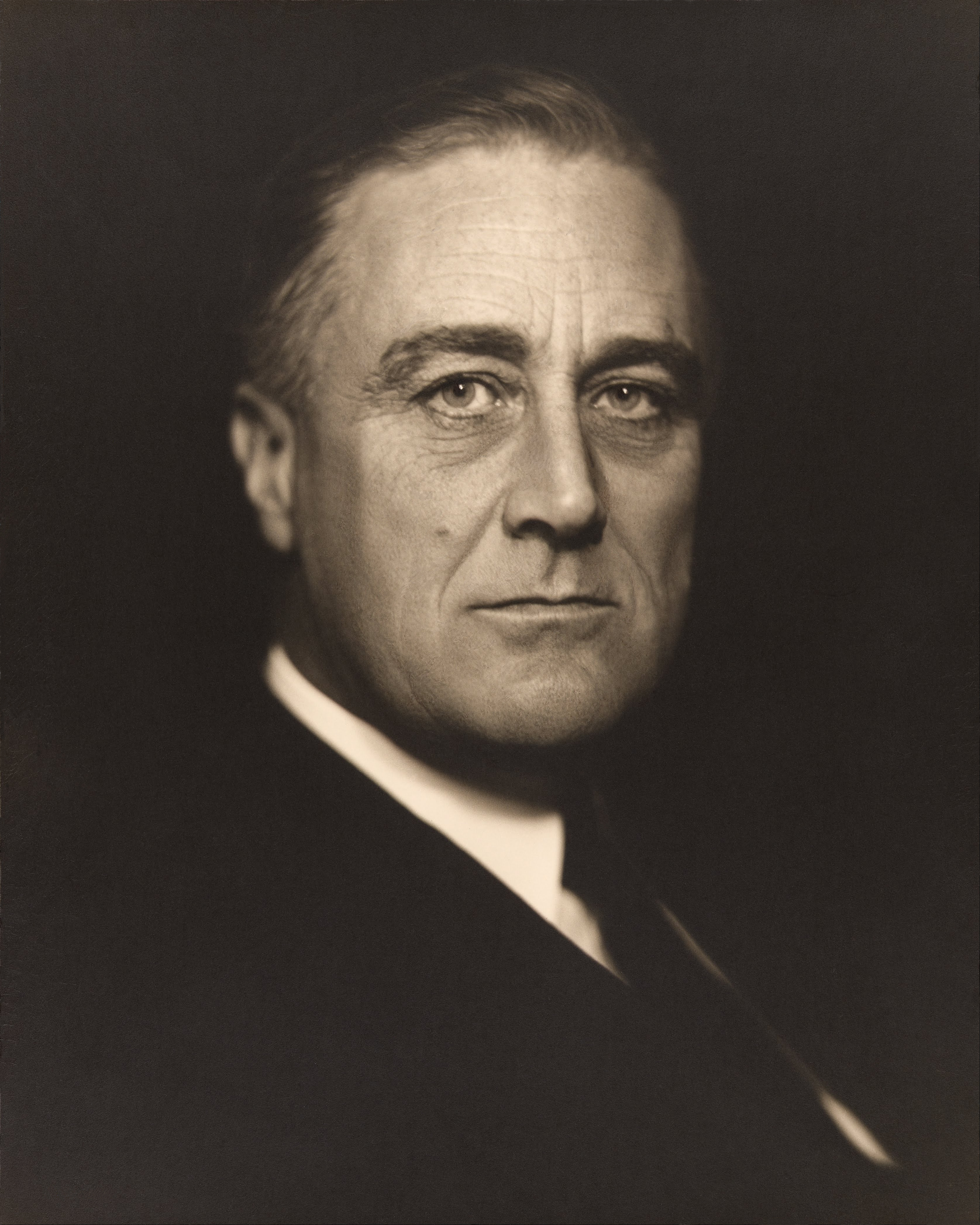
Franklin D. Roosevelt, New York kormányzója
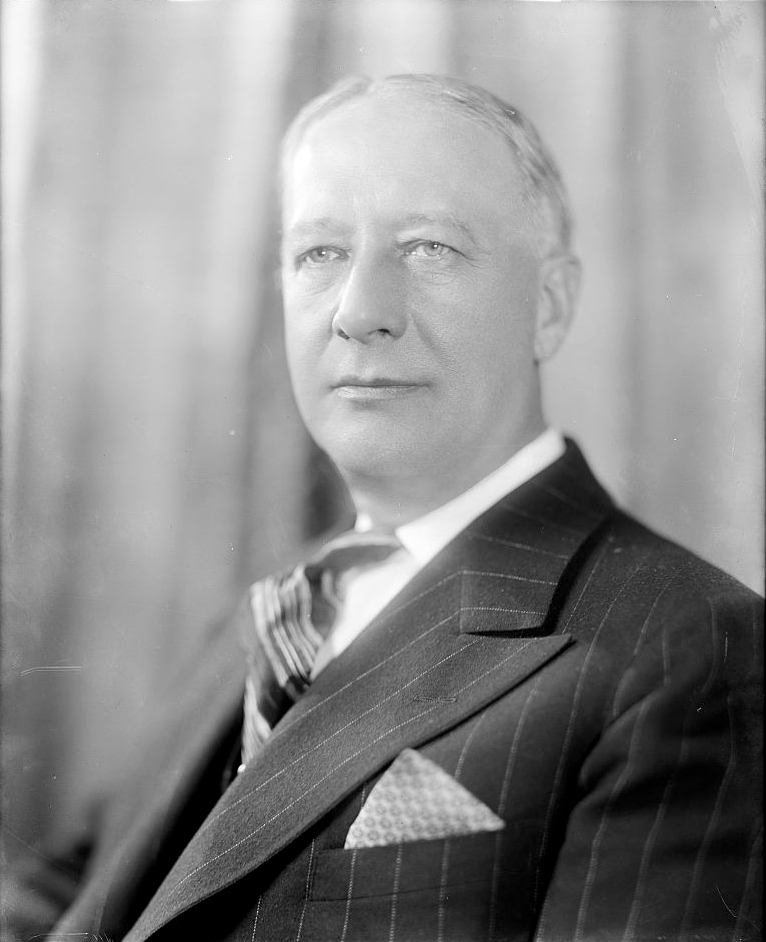
Alfred Smith, New York volt kormányzója
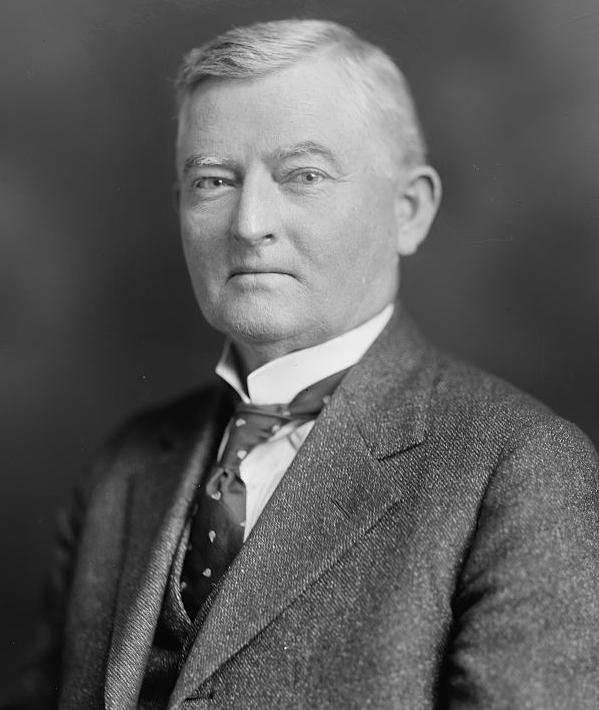
John N. Garner, a Kongresszus képviselőházi elnöke

A vezető demokrata jelölt az elnökválasztásra 1932-ben New York kormányzója, Franklin D. Roosevelt volt, aki nagy fölénnyel megnyerte az előválasztások nagy részét. Az állami előválasztás gyakorlata azonban 1932-ben még mindig ritkának ígérkezett és a kongresszus küldöttjeinek többségét nem kötötte meg a szavazás eredményei. Ezenkívül kétharmados többség szavazatára volt szükség ahhoz, hogy bármely jelölt megszerezhesse a jelölést. John N. Garner házelnök és Al Smith volt New York-i kormányzó volt a következő két vezető jelölt Roosevelt mögött és közel se rendelkeztek akkora támogatottsággal, mint ő.
A konvenciót Chicagóban tartották június 27. és július 2. között. Az első szavazásra július 2-án, reggel 4:28-kor került sor, tíz órányi beszédek elhangzása után, amely az előző nap délután 5 órakor kezdődtek. Három szavazás után, bár Roosevelt minden alkalommal sokkal több küldött szavazatát kapta meg, mint bármely más jelölt, még mindig nem volt kétharmados többsége. A küldöttek visszavonultak egy rövid időre és a következő néhány órában két fontos esemény történt, amelyek Roosevelt javára tolták az eredményeket. Először is William Randolph Hearst újságkiadó, aki korábban támogatta Garner-t, úgy döntött, hogy helyette Roosevelt mellé áll. A jelölt kampánymenedzserei, James Farley és Louis Howe megegyeztek Garner-rel, mely szerint Garner kimarad a versenyből és támogatja Rooseveltet és cserébe Roosevelt Garner-t alelnökjelöltnek nevezi ki. Ezzel a megállapodással Garner támogatói Kaliforniában és Texasban Rooseveltre szavaztak a negyedik szavazáson, így a kormányzó kétharmados többséget kapott és ezzel együtt az elnöki jelölést is.

### Republikánus Párt
| A Republikánus Párt jelöltjei, 1932    |                                          |
| Herbert Hoover                         | Charles Curtis                           |
| elnökjelölt                            | alelnökjelölt                            |
|                                        |                                          |
| Az Egyesült Államok elnöke (1929–1933) | Az Egyesült Államok alelnöke (1929–1933) |

Republikánus jelöltek az elnökjelöltségért:

Herbert Hoover elnök
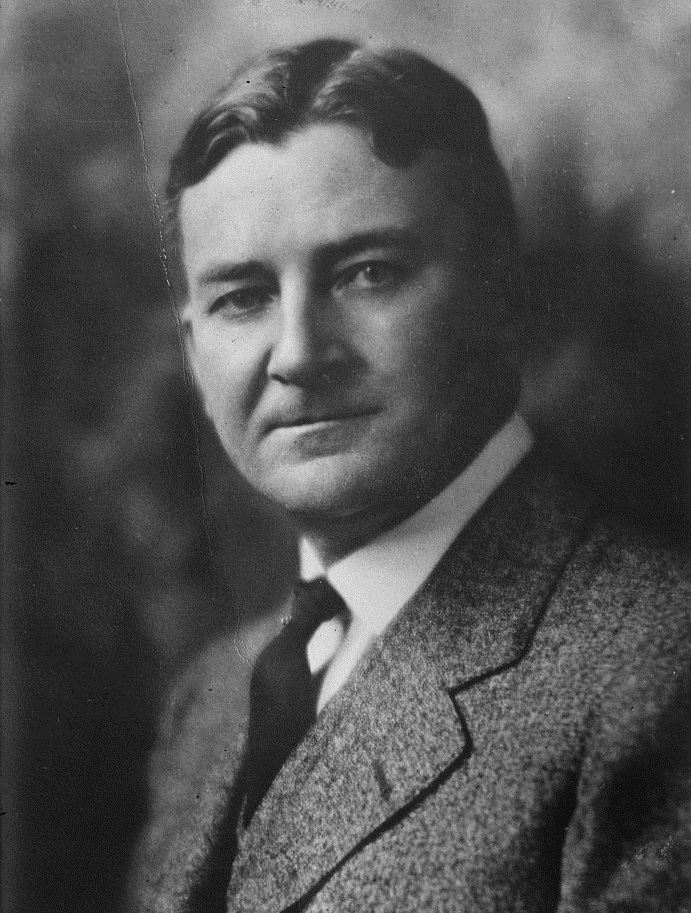
John J. Blaine, Wisconsin szenátora
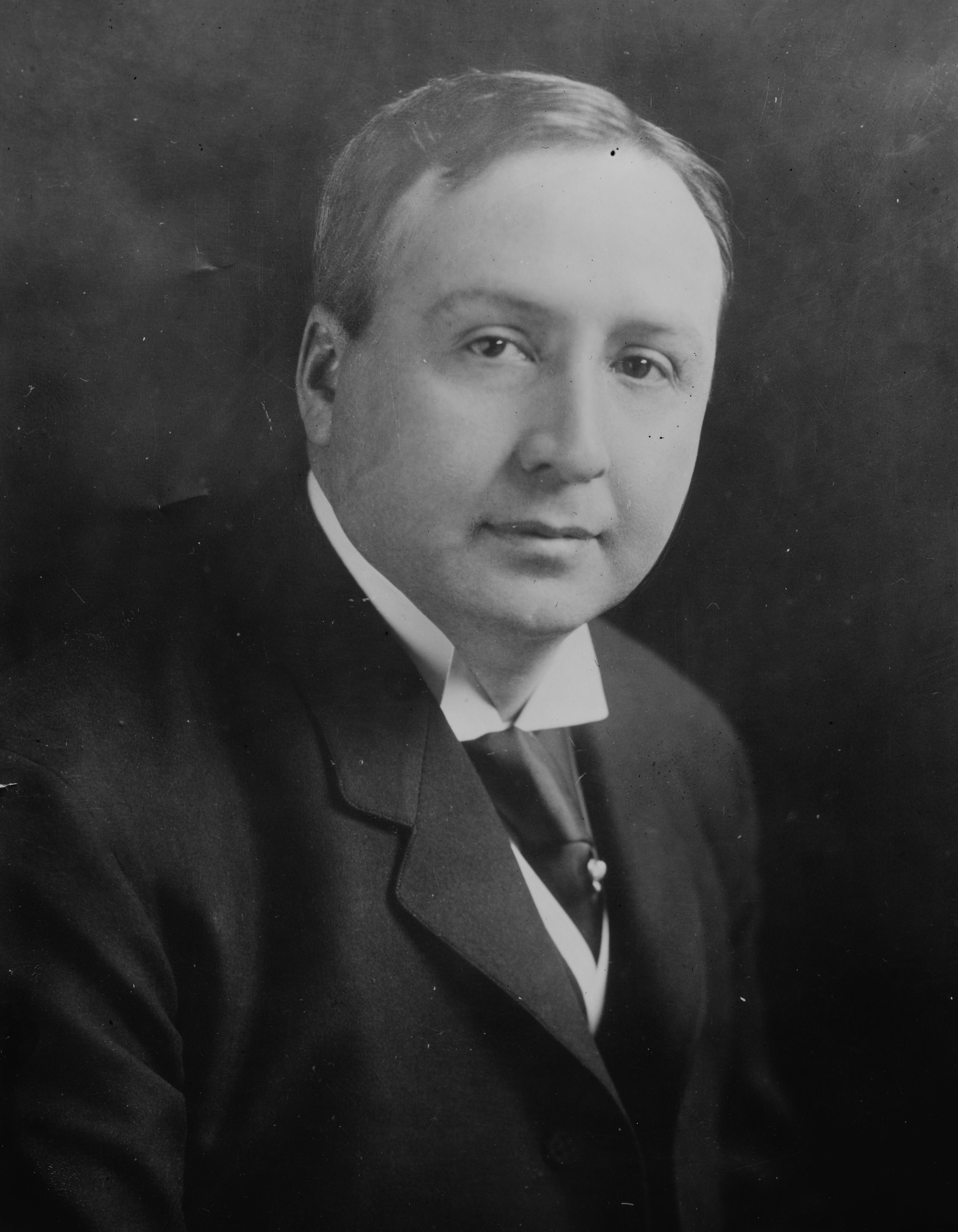
Joseph I. France, Maryland volt szenátora
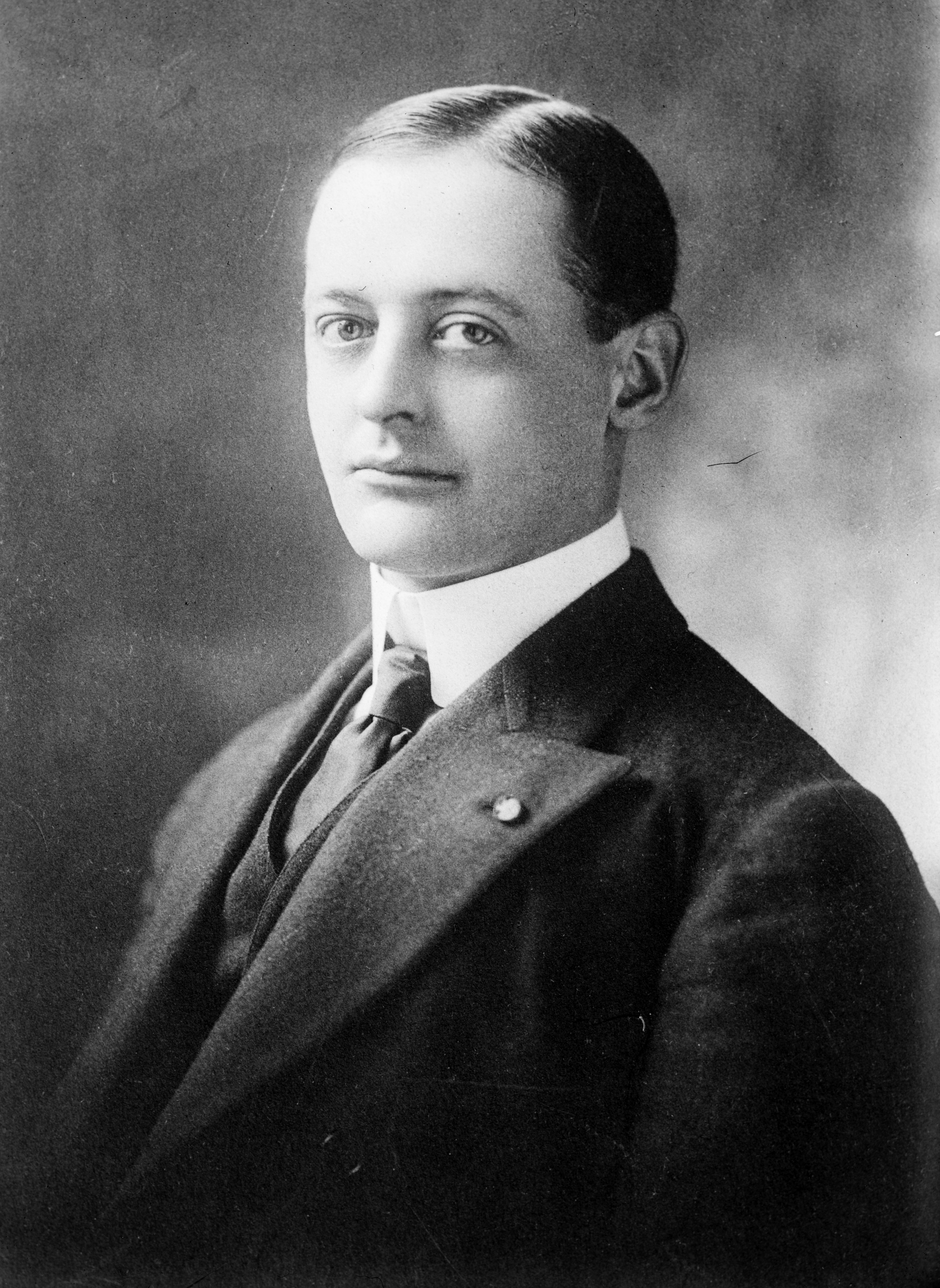
James W. Wadsworth, New York volt szenátora

1932 elején a Republikánus Párt úgy vélte, Hoover protekcionizmusa és agresszív, fiskális politikája megoldaná a válságot. Ezek akár sikeresek, akár nem, Herbert Hoover elnök irányította a pártot és nem volt nehéz biztosítania az újraválasztást. A kevésbé ismert volt szenátor, Joseph I. France futott Hoover ellen az előválasztáson, sikertelenül.
Hoover menedzserei a Republikánus Nemzeti Konvención, amely Chicagóban zajlott le június 14. és 16. között, szoros annektálást hajtottak végre. Az első szavazáson a küldöttek szavazatainak 98%-ával jelölték.
| A Republikánus Nemzeti Konvenció eredményei, 1932 | A Republikánus Nemzeti Konvenció eredményei, 1932 |
| Herbert Hoover                                    | 1126,5                                            |
| John J. Blaine                                    | 13                                                |
| Calvin Coolidge                                   | 4,5                                               |
| Joseph I. France                                  | 4                                                 |
| James W. Wadsworth                                | 1                                                 |
| ------------------------------------------------- | ------------------------------------------------- |

Mind a vidéki, mind a gazdag republikánusok (akik abban reménykedtek, hogy a korábbi elnököt, Calvin Coolidge-t jelöljék) Charles Curtis alelnök újra jelölése ellen szavaztak, aki a küldöttek szavazatának csupán 55%-ával nyert.

## A választások

### Kampány

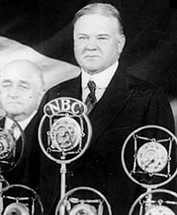
Hoover 1932-es kampányakor

Miután repülőutat tett a demokrata konvencióra, Roosevelt személyesen fogadta el a jelölést. Beszédében kijelentette, hogy „miénk a liberális gondolkodás, a tervezett cselekvés, a felvilágosult nemzetközi kilátások pártja kell lennünk és állampolgáraink legnagyobb számának a legnagyobb jót kell szolgálnunk”. Nagy tömegek fogadták Rooseveltet, miközben körbe utazta az országot, kampánydala az „Újra itt vannak a boldog napok” az amerikai politikai történelem egyik legnépszerűbb dalává vált és valójában a Demokrata Párt nem hivatalos himnuszává.
A konvenció után a demokraták összefogtak és több támogatást tudtak összehozni Roosevelt számára, mint Al Smith 1928-ban. Roosevelt protestáns háttere semmissé tette a Smith által 1928-ban elkövetett katolikusellenes támadásokat és úgy tűnt, hogy a gazdasági világválság nagyobb aggodalomra ad okot az amerikai közvélemény körében, mint a korábbi kulturális csaták. A demokraták kedvenc célpontja a szesztilalom volt, kevés republikánus próbálta megvédeni, mivel egyre nagyobb igény jött létre a tilalom megszüntetésére, valamint a sör, a szesz és az ebből származó adóbevételek visszahozására. 

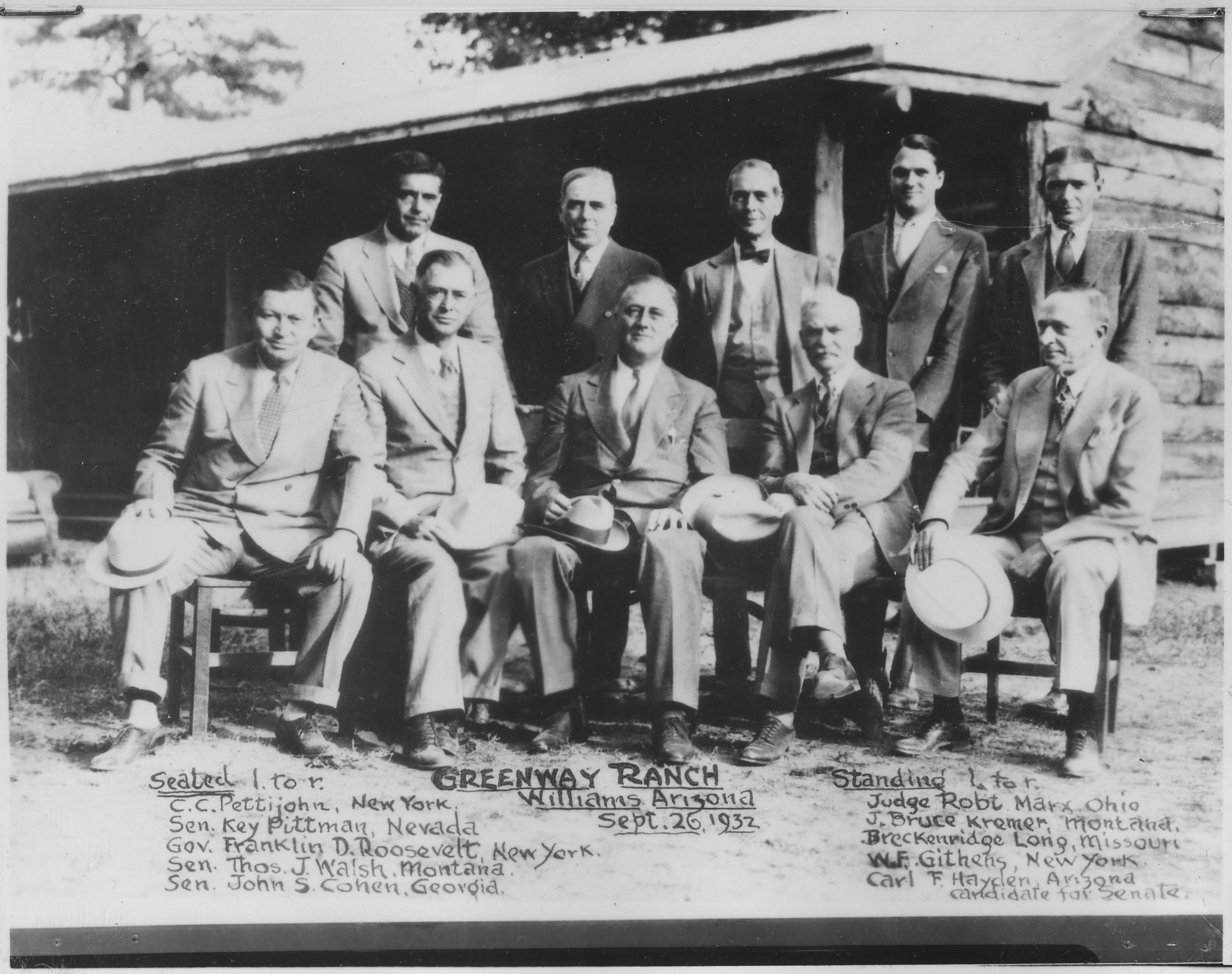
Roosevelt (középen ül) Arizonában kampánycsapatával (1932. szeptember 26.)

Ezzel szemben Hoovert nem támogatta sok republikánus és mások is hevesen ellenezték, különösen sok szenátor, akik egész kormányzása alatt harcoltak ellene és akiknek a nemzeti hírneve jelentős ellenállásba tette őket. Sok republikánus odáig jutott, hogy nyíltan támogatja a demokrata jelöltet.
Hoover számára a helyzetet tovább rontotta az a tény, hogy sok amerikai őt hibáztatta a nagy gazdasági világválság miatt. 1932 nyarán a Bonus Army incidens veteránjainak halála által okozott felháborodás, valamint Hoover belpolitikájának katasztrofális gazdasági hatásai csökkentették a második ciklus esélyét. A nyilvános kampányra tett kísérletei kudarcot vallottak, mivel gyakran dobáltak tárgyakat rá vagy a járműére, miközben a város utcáin autózott. Hoover népszerűtlenségének hatására Roosevelt óvatos kampánystratégiát fogadott el, amelynek középpontjában az állt, hogy minimálisra csökkentsék a közönség figyelmét és az ellenfél felé irányítsák a közvélemény tekintetét.
New York kormányzójaként Roosevelt hírnevet szerzett a kormányzati segítség előmozdításáról az elszegényedettek számára, örvendetes kontrasztot biztosítva sokak számára, akik Hoovert semmit sem tevő elnöknek tekintették. Roosevelt hangsúlyozta, hogy kibővített szövetségi kormányon keresztül közösen dolgoznak és szembenéznek a gazdasági válsággal szemben, ellentétben Hoover-el. A kampány során Roosevelt számos olyan programot indított, amelyek később a New Deal részévé váltak elnöksége alatt. Azt mondták, hogy „még egy homályosan tehetséges kutyafogót is megválasztanának elnöknek a republikánusok ellen.” Hoover még egy illinoisi férfitól is kapott egy levelet, amelyben azt tanácsolta, hogy „Szavazzon Rooseveltre”.
Roosevelt kampánya során nagy hatással volt a rádióra. Képes volt felvázolni a platformját, miközben javította személyiségének megítélését is. 1932 márciusában a The New York Times John Carlile rádióproducert idézte, aki azt mondta, hogy Roosevelt „tökéletes őszinteséggel rendelkezik”, míg Hoover számára „a mikrofon szándékos erőfeszítést árul el rádióhangjáról”. Roosevelt járványos gyermekbénulásban szenvedett és nagyon igyekezett elrejteni a betegség hatásait a szavazók elől és „úriemberi megállapodást” kötött a sajtóval, mely szerint nem lehet úgy lefényképezni, hogy az rávilágítson gyengeségére.
Az elnökválasztást 1932. november 8-án tartották.

### Eredmények
Ez volt az első olyan választás 1916 óta (16 évvel korábban), amelyen a demokrata jelölt nyert.
Bár az 1932-es „egyéb” szavazat (a két nagy párt jelöltjein kívüli jelöltek összesített szavazata) háromszor annyi volt, mint 1928-ban és jóval kevesebb, mint 1920-ban.
Míg Hoover 1928-ban nagyobb arányban nyerte meg a szavazatokat (akárcsak Harding 1920-ban), 17,59%-os fölény a demokraták közül mindenkit lenyűgözött, a választók több mint egy hatoda a Republikánus Pártról a Demokrata Pártra váltott. Korábban csak egyszer történt ehhez hasonló, 1920-ban a republikánusok 14,65%-kal álltak fölényben (1912-ben 14,81%-os lendület volt a demokraták felé, de ez háromjelölt választásból állt).
1932-ben politikai átrendeződés történt: Roosevelt nemcsak elsöprő győzelmet aratott Hoover felett, hanem a demokraták jelentősen kiterjesztették ellenőrzésüket az USA házára, 101 helyet szerezve és 12 helyet a szenátusban. A 12 éves republikánus vezetés véget ért és 20 éven át kezdődött a Fehér Ház demokrata felügyelete. Roosevelt vezette a választást 2722 megyében, a legnagyobb számban valaha végzett jelölt eddig. Csak 374 maradt hűségesen republikánus.
Ez a választás 2020-ig az utolsó alkalom, hogy a republikánus elnökjelölt elnyerte az afroamerikai szavazatok többségét, a New Deal politika hatályba lépésekor a fekete választók e programok iránti erős támogatása megkezdte az átmenetelüket a republikánusokról a demokratákra.
Roosevelt az ország minden államán végig söpört, kivéve az északkeletieken és sok megbízható republikánus államot vitt magával.
Ez volt az utolsó olyan választás 1948-ig, amelyen Connecticut, Delaware, New Hampshire és Pennsylvania republikánusra szavazott.
| Elnökjelölt                   | Párt                          | Állam                         | Szavazatok                    | Szavazatok                    | Elektor szavazat | Futótárs            | Futótárs      |
| Elnökjelölt                   | Párt                          | Állam                         | Szavazat szám                 | Százalék                      | Elektor szavazat | Alelnökjelölt       | Állam         |
| ----------------------------- | ----------------------------- | ----------------------------- | ----------------------------- | ----------------------------- | ---------------- | ------------------- | ------------- |
| Franklin Delano Roosevelt     | Demokrata Párt                | New York                      | 22 821 277                    | 57,41%                        | 472              | John Nance Garner   | Texas         |
| Herbert Clark Hoover          | Republikánus Párt             | Kalifornia                    | 15 761 254                    | 39,65%                        | 59               | Charles Curtis      | Kansas        |
| Norman Mattoon Thomas         | Szocialista Párt              | New York                      | 884 885                       | 2,23%                         | 0                | James Hudson Maurer | Pennsylvania  |
| William Edward Foster         | Kommunista Párt               | Illinois                      | 103 307                       | 0,26%                         | 0                | James W. Ford       | Alabama       |
| William David Upshaw          | Tilalom Párt                  | Georgia                       | 81 905                        | 0,21%                         | 0                | Frank Stewart Regan | Illinois      |
| William Hope Harvey           | Liberty Párt                  | Arkansas                      | 53 425                        | 0,13%                         | 0                | Frank Hemenway      | Washington    |
| Verne L. Reynolds             | Szocialista Munkáspárt        | New York                      | 34 038                        | 0,09%                         | 0                | John William Aiken  | Massachusetts |
| Jacob Sechler Coxey           | Farmer-Munkás Párt            | Ohio                          | 7 431                         | 0,02%                         | 0                | Julius Reiter       | Minnesota     |
| Teljes                        | Teljes                        | Teljes                        | 39 751 898                    | 100%                          | 531              |                     |               |
| Ennyi szükséges a győzelemhez | Ennyi szükséges a győzelemhez | Ennyi szükséges a győzelemhez | Ennyi szükséges a győzelemhez | Ennyi szükséges a győzelemhez | 266              |                     |               |

### Eredmények térképen

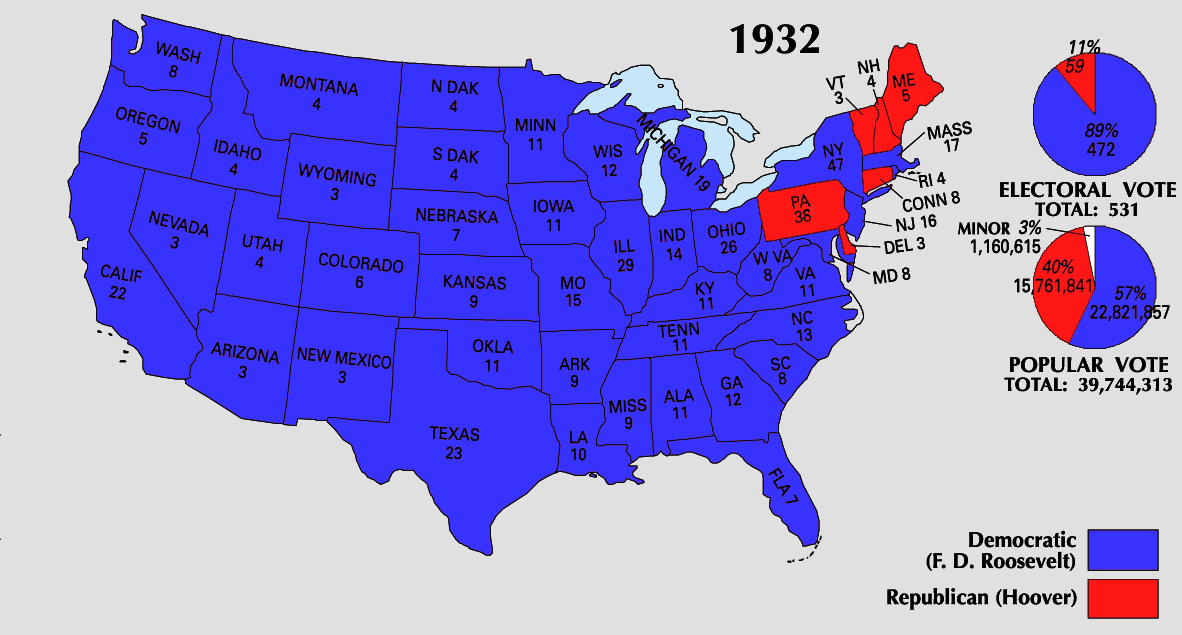
A választás eredményei államonként
A választás eredményei megyénként
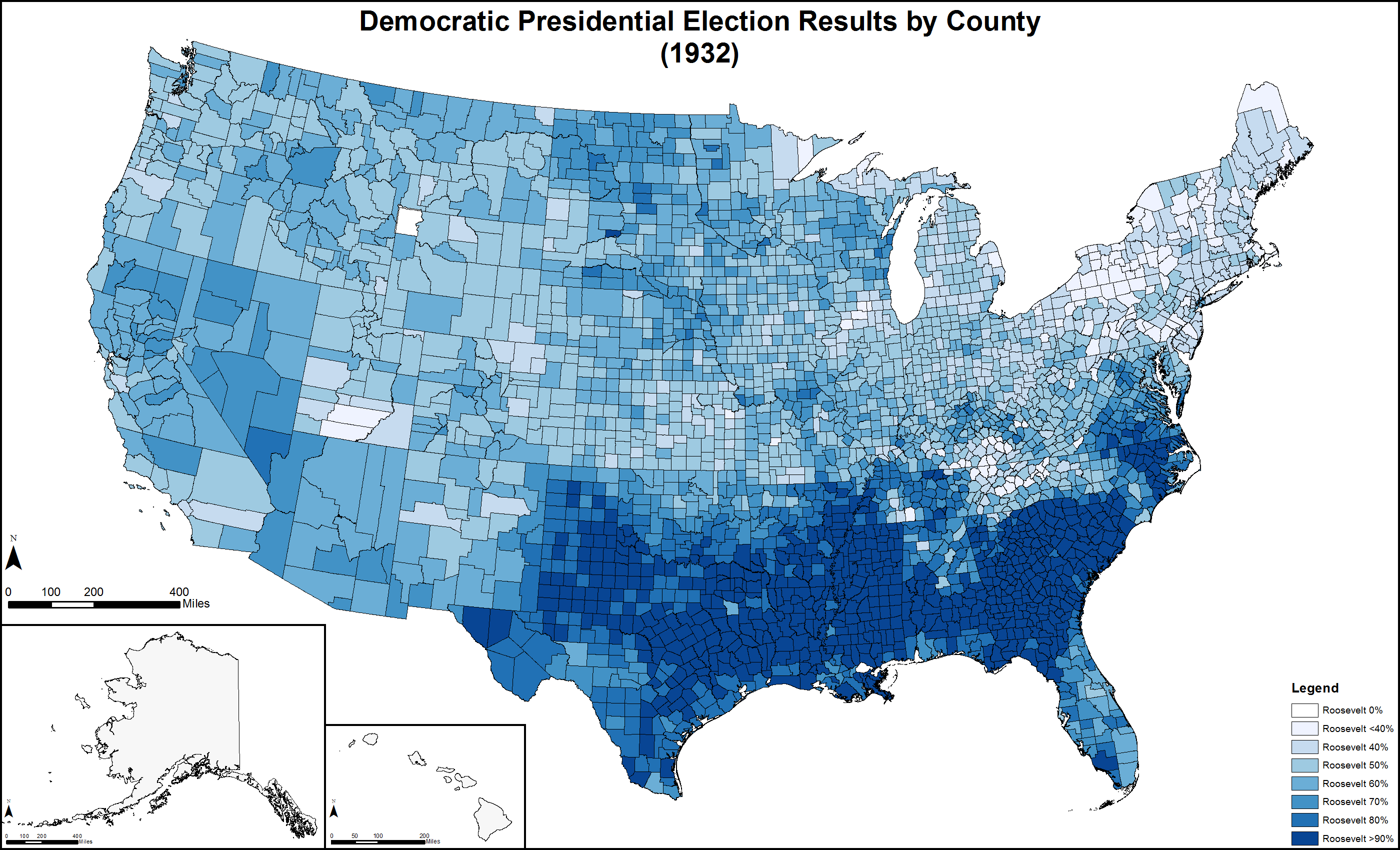
A demokraták eredményei megyénként
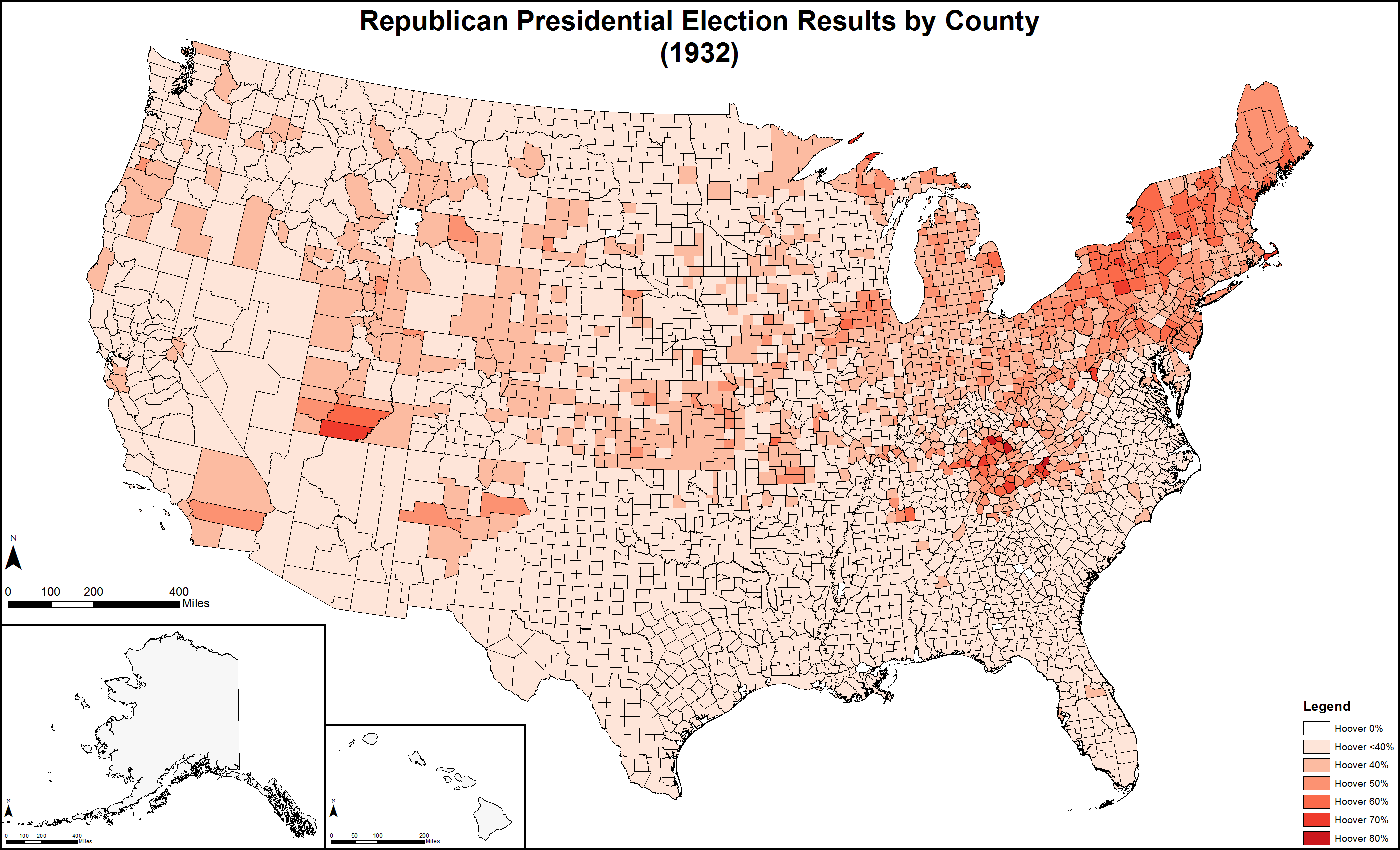
A republikánusok eredményei megyénként

### Eredmény államonként
| Roosevelt/Garner (demokrata) |
| Hoover/Curtis (republikánus) |

|                 |                 | Franklin D. Roosevelt Demokrata | Franklin D. Roosevelt Demokrata | Franklin D. Roosevelt Demokrata | Herbert Hoover Republikánus | Herbert Hoover Republikánus | Herbert Hoover Republikánus | Norman Thomas Szocialista | Norman Thomas Szocialista | Norman Thomas Szocialista | Egyéb  | Egyéb | Egyéb          | Összes    | Összes |
| Állam           | Elektorok száma | #                               | %                               | kapott elektor                  | #                           | %                           | kapott elektor              | #                         | %                         | kapott elektor            | #      | %     | kapott elektor | #         |        |
| --------------- | --------------- | ------------------------------- | ------------------------------- | ------------------------------- | --------------------------- | --------------------------- | --------------------------- | ------------------------- | ------------------------- | ------------------------- | ------ | ----- | -------------- | --------- | ------ |
| Alabama         | 11              | 207,910                         | 84.74                           | 11                              | 34,675                      | 14.13                       | -                           | 2,030                     | 0.83                      | -                         | 739    | 0.30  | -              | 245,354   | AL     |
| Arizona         | 3               | 79,264                          | 67.03                           | 3                               | 36,104                      | 30.53                       | -                           | 2,618                     | 2.21                      | -                         | 265    | 0.22  | -              | 118,251   | AZ     |
| Arkansas        | 9               | 189,602                         | 85.96                           | 9                               | 28,467                      | 12.91                       | -                           | 1,269                     | 0.58                      | -                         | 1,224  | 0.55  | -              | 220,562   | AR     |
| Colorado        | 6               | 250,877                         | 54.81                           | 6                               | 189,617                     | 41.43                       | -                           | 13,591                    | 2.97                      | -                         | 3,611  | 0.79  | -              | 457,696   | CO     |
| Connecticut     | 8               | 281,632                         | 47.40                           | -                               | 288,420                     | 48.54                       | 8                           | 20,840                    | 3.45                      | -                         | 3,651  | 0.61  | -              | 594,183   | CT     |
| Delaware        | 3               | 54,319                          | 48.11                           | -                               | 57,073                      | 50.55                       | 3                           | 1,376                     | 1.22                      | -                         | 133    | 0.12  | -              | 112,901   | DE     |
| Észak-Dakota    | 4               | 178,350                         | 69.59                           | 4                               | 71,772                      | 28.00                       | -                           | 3,521                     | 1.37                      | -                         | 2,647  | 1.03  | -              | 256,290   | ND     |
| Észak-Karolina  | 13              | 497,566                         | 69.93                           | 13                              | 208,344                     | 29.28                       | -                           | 5,591                     | 0.79                      | -                         | -      | -     | -              | 711,501   | NC     |
| Florida         | 7               | 206,307                         | 74.68                           | 7                               | 69,170                      | 25.04                       | -                           | 775                       | 0.28                      | -                         | -      | -     | -              | 276,252   | FL     |
| Georgia         | 12              | 234,118                         | 91.60                           | 12                              | 19,863                      | 7.77                        | -                           | 461                       | 0.18                      | -                         | 1,148  | 0.45  | -              | 255,590   | GA     |
| Idaho           | 4               | 109,479                         | 58.66                           | 4                               | 71,417                      | 38.27                       | -                           | 526                       | 0.28                      | -                         | 5,203  | 2.79  | -              | 186,625   | ID     |
| Illinois        | 29              | 1,882,304                       | 55.23                           | 29                              | 1,432,756                   | 42.04                       | -                           | 67,258                    | 1.97                      | -                         | 25,608 | 0.75  | -              | 3,407,926 | IL     |
| Indiana         | 14              | 862,054                         | 54.67                           | 14                              | 677,184                     | 42.94                       | -                           | 21,388                    | 1.36                      | -                         | 16,301 | 1.03  | -              | 1,576,927 | IN     |
| Iowa            | 11              | 598,019                         | 57.69                           | 11                              | 414,433                     | 39.98                       | -                           | 20,467                    | 1.97                      | -                         | 3,768  | 0.36  | -              | 1,036,687 | IA     |
| Kalifornia      | 22              | 1,324,157                       | 58.39                           | 22                              | 847,902                     | 37.39                       | -                           | 63,299                    | 2.79                      | -                         | 32,608 | 1.44  | -              | 2,267,966 | CA     |
| Kansas          | 9               | 424,204                         | 53.56                           | 9                               | 349,498                     | 44.13                       | -                           | 18,276                    | 2.31                      | -                         | -      | -     | -              | 791,978   | KS     |
| Kentucky        | 11              | 580,574                         | 59.06                           | 11                              | 394,716                     | 40.15                       | -                           | 3,853                     | 0.39                      | -                         | 3,920  | 0.40  | -              | 983,063   | KY     |
| Louisiana       | 10              | 249,418                         | 92.79                           | 10                              | 18,853                      | 7.01                        | -                           | -                         | -                         | -                         | 533    | 0.20  | -              | 268,804   | LA     |
| Maine           | 5               | 128,907                         | 43.19                           | -                               | 166,631                     | 55.83                       | 5                           | 2,489                     | 0.83                      | -                         | 417    | 0.14  | -              | 298,444   | ME     |
| Maryland        | 8               | 314,314                         | 61.50                           | 8                               | 184,184                     | 36.04                       | -                           | 10,489                    | 2.05                      | -                         | 2,067  | 0.40  | -              | 511,054   | MD     |
| Massachusetts   | 17              | 800,148                         | 50.64                           | 17                              | 736,959                     | 46.64                       | -                           | 34,305                    | 2.17                      | -                         | 8,702  | 0.55  | -              | 1,580,114 | MA     |
| Michigan        | 19              | 871,700                         | 52.36                           | 19                              | 739,894                     | 44.44                       | -                           | 39,205                    | 2.35                      | -                         | 13,966 | 0.84  | -              | 1,664,765 | MI     |
| Minnesota       | 11              | 600,806                         | 59.91                           | 11                              | 363,959                     | 36.29                       | -                           | 25,476                    | 2.54                      | -                         | 12,602 | 1.26  | -              | 1,002,843 | MN     |
| Mississippi     | 9               | 140,168                         | 95.98                           | 9                               | 5,180                       | 3.55                        | -                           | 686                       | 0.47                      | -                         | -      | -     | -              | 146,034   | MS     |
| Missouri        | 15              | 1,025,406                       | 63.69                           | 15                              | 564,713                     | 35.08                       | -                           | 16,374                    | 1.02                      | -                         | 3,401  | 0.21  | -              | 1,609,894 | MO     |
| Montana         | 4               | 127,286                         | 58.80                           | 4                               | 78,078                      | 36.07                       | -                           | 7,891                     | 3.65                      | -                         | 3,224  | 1.49  | -              | 216,479   | MT     |
| Nebraska        | 7               | 359,082                         | 62.98                           | 7                               | 201,177                     | 35.29                       | -                           | 9,876                     | 1.73                      | -                         | 2      | 0.00  | -              | 570,137   | NE     |
| Nevada          | 3               | 28,756                          | 69.41                           | 3                               | 12,674                      | 30.59                       | -                           | -                         | -                         | -                         | -      | -     | -              | 41,430    | NV     |
| New Hampshire   | 4               | 100,680                         | 48.99                           | -                               | 103,629                     | 50.42                       | 4                           | 947                       | 0.46                      | -                         | 264    | 0.13  | -              | 205,520   | NH     |
| New Jersey      | 16              | 806,394                         | 49.49                           | 16                              | 775,406                     | 47.59                       | -                           | 42,988                    | 2.64                      | -                         | 4,719  | 0.29  | -              | 1,629,507 | NJ     |
| New York        | 47              | 2,534,959                       | 54.07                           | 47                              | 1,937,963                   | 41.33                       | -                           | 177,397                   | 3.78                      | -                         | 38,295 | 0.82  | -              | 4,688,614 | NY     |
| Nyugat-Virginia | 8               | 405,124                         | 54.47                           | 8                               | 330,731                     | 44.47                       | -                           | 5,133                     | 0.69                      | -                         | 2,786  | 0.37  | -              | 743,774   | WV     |
| Ohio            | 26              | 1,301,695                       | 49.88                           | 26                              | 1,227,319                   | 47.03                       | -                           | 64,094                    | 2.46                      | -                         | 16,620 | 0.64  | -              | 2,609,728 | OH     |
| Oklahoma        | 11              | 516,468                         | 73.30                           | 11                              | 188,165                     | 26.70                       | -                           | -                         | -                         | -                         | -      | -     | -              | 704,633   | OK     |
| Oregon          | 5               | 213,871                         | 57.99                           | 5                               | 136,019                     | 36.88                       | -                           | 15,450                    | 4.19                      | -                         | 3,468  | 0.94  | -              | 368,808   | OR     |
| Pennsylvania    | 36              | 1,295,948                       | 45.33                           | -                               | 1,453,540                   | 50.84                       | 36                          | 91,223                    | 3.19                      | -                         | 18,466 | 0.65  | -              | 2,859,177 | PA     |
| Rhode Island    | 4               | 146,604                         | 55.08                           | 4                               | 115,266                     | 43.31                       | -                           | 3,138                     | 1.18                      | -                         | 1,162  | 0.44  | -              | 266,170   | RI     |
| Dél-Karolina    | 8               | 102,347                         | 98.03                           | 8                               | 1,978                       | 1.89                        | -                           | 82                        | 0.08                      | -                         | -      | -     | -              | 104,407   | SC     |
| Dél-Dakota      | 4               | 183,515                         | 63.62                           | 4                               | 99,212                      | 34.40                       | -                           | 1,551                     | 0.54                      | -                         | 4,160  | 1.44  | -              | 288,438   | SD     |
| Tennessee       | 11              | 259,473                         | 66.49                           | 11                              | 126,752                     | 32.48                       | -                           | 1,796                     | 0.46                      | -                         | 2,235  | 0.57  | -              | 390,256   | TN     |
| Texas           | 23              | 760,348                         | 88.06                           | 23                              | 97,959                      | 11.35                       | -                           | 4,450                     | 0.52                      | -                         | 669    | 0.08  | -              | 863,426   | TX     |
| Utah            | 4               | 116,750                         | 56.52                           | 4                               | 84,795                      | 41.05                       | -                           | 4,087                     | 1.98                      | -                         | 946    | 0.46  | -              | 206,578   | UT     |
| Új-Mexikó       | 3               | 95,089                          | 62.72                           | 3                               | 54,217                      | 35.76                       | -                           | 1,776                     | 1.17                      | -                         | 524    | 0.35  | -              | 151,606   | NM     |
| Vermont         | 3               | 56,266                          | 41.08                           | -                               | 78,984                      | 57.66                       | 3                           | 1,533                     | 1.12                      | -                         | 197    | 0.14  | -              | 136,980   | VT     |
| Virginia        | 11              | 203,979                         | 68.46                           | 11                              | 89,637                      | 30.09                       | -                           | 2,382                     | 0.80                      | -                         | 1,944  | 0.65  | -              | 297,942   | VA     |
| Washington      | 8               | 353,260                         | 57.46                           | 8                               | 208,645                     | 33.94                       | -                           | 17,080                    | 2.78                      | -                         | 35,829 | 5.83  | -              | 614,814   | WA     |
| Wisconsin       | 12              | 707,410                         | 63.46                           | 12                              | 347,741                     | 31.19                       | -                           | 53,379                    | 4.79                      | -                         | 6,278  | 0.56  | -              | 1,114,808 | WI     |
| Wyoming         | 3               | 54,370                          | 56.07                           | 3                               | 39,583                      | 40.82                       | -                           | 2,829                     | 2.92                      | -                         | 180    | 0.19  | -              | 96,962    | WY     |

### Szoros eredmények
A különbség 5% alatt volt:
1. Connecticut, 1.14%
2. New Hampshire, 1.43%
3. New Jersey, 1.90%
4. Delaware, 2.44%
5. Ohio, 2.85%
6. Massachusetts, 4.00%

A különbség 5% és 10% között volt:
1. Pennsylvania, 5.51%
2. Michigan, 7.92%
3. Kansas, 9.43%

## Külső hivatkozások
David Leip: Az 1932-es elnökválasztás eredményei (angol nyelven), 2005. július 31.
David Leip: Az 1932-es elnökválasztás elektori eredményei (angol nyelven), 2005. július 31.
https://www.britannica.com/event/United-States-presidential-election-of-1932
http://geoelections.free.fr/USA/elec_comtes/1932.htm
https://web.archive.org/web/20120825102042/http://www.mit.edu/~mi22295/elections.html#1932
https://web.archive.org/web/20160303222304/http://www.countingthevotes.com/1932/